# Campionati europei di triathlon middle distance del 1990
I Campionati europei di triathlon middle distance del 1990 (V edizione) si sono tenuti a Treviri, in Germania.

## Risultati

### Élite uomini
| Pos. | Nome            | Paese       | Totale  |
| ---- | --------------- | ----------- | ------- |
|      | Karel Blondeel  | Belgio      | 4:02:25 |
|      | Mark Koks       | Paesi Bassi | 4:03:36 |
|      | Danilo Palmucci | Italia      | 4:04:21 |

### Élite donne
| Pos. | Nome                       | Paese       | Totale  |
| ---- | -------------------------- | ----------- | ------- |
|      | Isabelle Mouthon-Michellys | Francia     | 4:29:04 |
|      | Thea Sybesma               | Paesi Bassi | 4:33:02 |
|      | Jeannine De Ruysscher      | Belgio      | 4:37:51 |